# انفتاح معرفي
الانفتاح المعرفي هو مفهوم في نظرية الحركة الاجتماعية يُعرَّف بأنه اللحظة التي يؤدي فيها حدث محفز، وأحيانًا أزمة شخصية أو ضغط اجتماعي اقتصادي ، إلى جعل الشخص يتقبل طرقًا جديدة للتفكير لأن تغيرات الحياة تتحدى المعتقدات المقبولة سابقًا ، مما يؤدي إلى إعادة تقييم وجهات النظر العالمية. يمكن أن تنتج الأزمة «انفتاحًا معرفيًا» يهز اليقين في المعتقدات المقبولة سابقًا ويجعل الفرد أكثر تقبلاً لإمكانية وجود وجهات نظر ووجهات نظر بديلة.
- توصف بأنها مرحلة محتملة نحو التطرف.
يعود أصل المفهوم إلى: كتاب كوينتان ويكتوروفيتش لعام 2005، ارتفاع الإسلام الراديكالي: التطرف الإسلامي في الغرب.

## أنواع المحفزات (الأزمات) التي يتعرض لها الفرد
- اقتصادية (فقدان وظيفة، منع التنقل)
- اجتماعية ثقافية (الشعور بالضعف الثقافي، والعنصرية، والإذلال)
- سياسية (القمع، التعذيب، التمييز السياسي)
- شخصية، حيث يمكن إنتاج الفتحات المعرفية من خلال التجارب الخاصة، مثل الموت في الأسرة، والإيذاء بالجريمة، والنزاعات العائلية.

بالإضافة إلى ذلك ، يمكن للحركات نفسها أن تعزز الانفتاح المعرفي من خلال نشاط التوعية.